# Schwabsburg
Schwabsburg ist ein Stadtteil der Stadt Nierstein im Landkreis Mainz-Bingen in Rheinland-Pfalz mit rund 1600 Einwohnern. Schwabsburg war bis 1970 eine eigenständige Gemeinde und hat seinen Namen von der dortigen Burg Schwabsburg.

## Geschichte
Der Ort wurde im Jahr 1257 erstmals urkundlich erwähnt. Weitere Schreibweisen waren „Swabsberg“ (1274), „Swabesberg“ (1315) und „Swabisheim“ (1340), bevor sich die heutige Schreibweise endgültig durchsetzte.
Es gibt Hinweise auf eine römische Siedlung aus dem 3. Jahrhundert n. Chr. Die Römer pflanzten offenbar die ersten Weinstöcke. Der Weinbau spielt im Ort bis heute eine wichtige Rolle.
Zu Beginn des 13. Jahrhunderts bauten die Staufer eine Burg, von der sich nur der kantige, weithin sichtbare Turm erhalten hat und der als Schwabsburgs Wahrzeichen gilt. Die Burg wurde im Dreißigjährigen Krieg 1620 von den Spaniern, nach anderen Aufzeichnungen aber endgültig erst am 31. Mai 1689 durch die Franzosen im Pfälzischen Erbfolgekrieg zerstört.
Mit Dexheim und Nierstein gehörte der Ort zunächst zu einer Gemeinschaft von Reichsdörfern in der Niersteiner Mark. König Ludwig der Bayer verpfändete diese 1315 an das Erzbistum Mainz, 1375 fiel der Pfandbesitz für die nächsten Jahrhunderte an die Kurpfalz, welche Schwabsburg dem Oberamt Oppenheim zuordnete. Auf die frühere Reichsunmittelbarkeit weist der Adler im Wappen hin, der seit dem 17. Jahrhundert in Siegeln nachweisbar ist.
Die Zugehörigkeit zur Kurpfalz endete 1795. Nach der Inbesitznahme des Linken Rheinufers durch französische Revolutionstruppen wurde Schwabsburg ein Teil Frankreichs und war dem Kanton Oppenheim im Arrondissement Mainz des Departements Donnersberg zugeordnet. Nach der Niederlage Napoleons kam die Region 1816 aufgrund der auf dem Wiener Kongress getroffenen Vereinbarungen und einem mit Österreich und Preußen geschlossenen Staatsvertrag zum Großherzogtum Hessen und wurde der Provinz Rheinhessen zugeordnet.
Nach dem Zweiten Weltkrieg wurde Schwabsburg innerhalb der französischen Besatzungszone Teil des damals neu gebildeten Landes Rheinland-Pfalz und gehörte zum Landkreis Mainz im Regierungsbezirk Rheinhessen.
Am 1. Juli 1970 wurde Schwabsburg nach Nierstein eingemeindet.

## Politik

### Ortsbeirat
Schwabsburg ist  als Ortsbezirk ausgewiesen und besitzt einen Ortsbeirat und einen Ortsvorsteher.
Der Ortsbeirat besteht aus neun Ortsbeiratsmitgliedern und dem Ortsvorsteher als Vorsitzendem. Bei der Kommunalwahl am 9. Juni 2024 wurden die Beiratsmitglieder in einer personalisierten Verhältniswahl gewählt. Die Sitzverteilung im gewählten Ortsbeirat:
| Wahl | SPD | CDU | AfD | FDP | FWG | NEU | Gesamt  |
| ---- | --- | --- | --- | --- | --- | --- | ------- |
| 2024 | 3   | 2   | 1   | 1   | 1   | 1   | 9 Sitze |
| 2019 | 2   | 2   | 1   | 1   | 1   | 2   | 9 Sitze |
| 2014 | 3   | 4   | –   | 1   | 1   | –   | 9 Sitze |
| 2009 | 3   | 3   | –   | 2   | 1   | –   | 9 Sitze |

- FWG = Freie Wählergruppe Nierstein-Schwabsburg e. V.
- NEU = Wählergruppe Nierstein Engagiert und Unabhängig e. V.

### Ortsvorsteher
Joachim Allmann (parteilos) wurde am 12. Januar 2022 Ortsvorsteher von Schwabsburg. Bei der Direktwahl am 5. Dezember 2021 hatte er sich mit einem Stimmenanteil von 67,2 % gegen zwei weitere Bewerber durchgesetzt. Bei der Direktwahl am 9. Juni 2024 wurde er mit einem Stimmenanteil von 72,0 % für weitere fünf Jahre in seinem Amt bestätigt.
Allmanns Vorgänger Benjamin Loos (SPD) hatte das Amt im Jahr 2019 übernommen. Bei der Kommunalwahl am 26. Mai 2019 war er mit einem Stimmenanteil von 52,26 % gewählt worden und wurde damit Nachfolger von Gereon Geißler (CDU), der nicht mehr kandidiert hatte. Da Loos das Amt nach zwei Jahren aus persönlichen und beruflichen Gründen niederlegte, wurde die Neuwahl erforderlich.

## Kultur und Sehenswürdigkeiten

### Bauwerke
- Die evangelische Kirche in Schwabsburg ist neben dem Schlossturm das Wahrzeichen Schwabsburgs. Sie wurde 1892 im neugotischen Stil erbaut. Ihr mächtiger Turm mit den drei markanten Zwischengiebeln des Daches bilden eine Besonderheit in Rheinhessen. Ein Vorgängerbau wurde 1613–1616 errichtet, doch bereits 1363 wurde eine dem Heiligen Pankratius geweihte Kirche erstmals erwähnt. Der Altarraum beherbergt ein modernes Holzkreuz des Künstlers Gustav Nonnenmacher. Eine bronzene Christusfigur erhebt sich vor dem Kreuz, die Arme einladend erhoben. Der auferstehende Christus lässt die Totenköpfe am Kreuz unter sich. An der Rückseite auf der mächtigen Empore dominiert die Walckerorgel. An den beiden Seiten finden sich fünf große Kirchenfenster, die die Evangelisten und Martin Luther zeigen. Das besonders farbenfrohe Fenster im Altarraum zeigt die Auferstehung Jesu. Alle Fenster wurden von der Heidelberger Glasmalerei Heinrich Beiler gestaltet und von Schwabsburger Familien gestiftet.[17]
- Katholische St. Pankratius
- Schloss Schwabsburg

- ehemalige Froschmühle
- altes Backhaus
- historischer Ortskern mit Weedplatz
- Schlossturm Schwabsburg
- Fachwerkhaus Hauptstraße
- Bürgerhaus Schwabsburg

## Persönlichkeiten
Ehrenbürger der Stadt ist Paul Frank (1922–2016), letzter Bürgermeister von Schwabsburg mit insgesamt 25 Jahren Amtszeit.